# はなまる大作戦
はなまる大作戦（はなまるだいさくせん）とは、千葉県市川市を拠点に2008年まで活動していた劇団。代表は花丸大朔（はなまる だいさく）。現在は解散している。

## 概要
- 2001年7月8日、千葉県市川市行徳の居酒屋「大ちゃん」にて花丸大朔を中心に結成。 その後、第8回本公演までは「The Lasting Entertainment～後を引くエンターテイメント～」というコンセプトで舞台公演を行っていた。2006年の夏以降、コンセプトも新たに「Dream Fantasia～進化し続ける夢と思い～」に改められた。
- 2007年8月、リニューアル旗揚げ公演『YU-GEN乱舞～建武に懸けた情熱～』の公演を、大塚の萬劇場で行った。
- 2008年1月、ゆにっと未来風の第一回公演『古伝　怨仁吹嵐（おにふぶき）』の公演を浅草橋アドリブスタジオで行った。
- 2008年7月、解散。

## 公演履歴
- リニューアル旗揚げ公演『YU-GEN乱舞～建武に懸けた情熱～』（2007年8月23日 - 27日、大塚・萬劇場）
- ゆにっと未来風　第一回公演『古伝　怨仁吹嵐（おにふぶき）』（2008年1月25日 - 27日、浅草橋アドリブスタジオ）